# جام جهانی فوتبال زنان ۲۰۱۹
جام جهانی فوتبال زنان ۲۰۱۹ هشتمین دوره از مسابقات جام جهانی فوتبال زنان بود. این مسابقات به صورت دوره‌ای و هر چهار سال یکبار و بین تیم‌های ملی فوتبال زنان که عضو فدراسیون جهانی فوتبال فیفا هستند انجام می‌شود. در مارس سال ۲۰۱۵ کشور فرانسه حق میزبانی این مسابقات را از آن خود کرد. این برای اولین بار در این کشور و سومین بار در اروپا بود که این مسابقات برگزار می‌شد. مسابقات در ۹ شهر فرانسه برگزار شد. ساختار مسابقات شامل ۲۴ تیم ملی بود که تیم میزبان را نیز در بر میگرفت. مدافع عنوان قهرمانی این رقابت‌ها تیم آمریکا بود.
تیم ملی فوتبال زنان ایالت متحده آمریکا در ۷ ژوئیه برای دفاع از عنوان قهرمانی سال ۲۰۱۵ کانادا در فینال مقابل تیم ملی فوتبال زنان هلند قرار گرفت و با نتیجه ۲–۰ به پیروزی رسید. این چهارمین عنوان قهرمانی این تیم است و بعد از تیم ملی فوتبال زنان آلمان دومین کشوری است که این عنوان را حفظ کرد.

## انتخاب میزبان
در ۶ مارس سال ۲۰۱۴ فیفا اعلام یک مناقصه جهت میزبانی جام جهانی فوتبال زنان ۲۰۱۹ را انجام داد. اعضای علاقه‌مند برای میزبانی این مسابقات بایستی میل خود را جهت میزبانی تا تاریخ ۱۵ آوریل ۲۰۱۴ اعلام کنند و تا تاریخ ۳۱ اکتبر ۲۰۱۴ مدارک لازم جهت مناقصه را برای فیفا بفرستند. در واقع فیفا ترجیح می‌داد که کشوری میزبان باشد که میزبانی جام جهانی فوتبال زنان زیر ۲۰ سال را در سال ۲۰۱۸ نیز بگیرد. اما در صورتی که شرایط ایجاب کند هر یک از مسابقات را برای میزبانی به دوکشور متفاوت بدهد.
کشورهای زیر به‌طور رسمی در مناقصه جهت میزبانی جام جهانی فوتبال زنان زیر ۲۰ سال در سال ۲۰۱۸ و جام جهانی فوتبال زنان ۲۰۱۹ شرکت کردند و مدارک خود را تا ۳۱ اکتبر ۲۰۱۴ ارسال کردند:
- فرانسه[۲]
- کره جنوبی[۳]

کشورهای زیر از مناقصه جهت میزبانی جام جهانی فوتبال زنان زیر ۲۰ سال در سال ۲۰۱۸ و جام جهانی فوتبال زنان ۲۰۱۹ انصراف دادند:
- انگلستان - انگلیس ابراز علاقه‌مندی خود جهت میزبانی را در ضرب الاجل ۲۴ آوریل ۲۰۱۴ ثبت کرد،[۴] امادر ژوئن ۲۰۱۴ اعلام شد که از این پس ادامه نخواهند داد.[۵]
- نیوزیلند - نیوزیلند ابراز علاقه‌مندی خود جهت میزبانی را در ضرب الاجل آوریل ۲۰۱۴ انجام داد.[۶] اما در ژوئن ۲۰۱۴ اعلام شد که آن‌ها مناقصه را ادامه نخواهند داد.[۷]
- آفریقای جنوبی[۸][۹][۱۰]

حق میزبانی هر دو تورنمنت توسط کمیتهٔ اجرایی فیفا در تاریخ ۱۹ مارس ۲۰۱۵ به کشور فرانسه داده شد.

### تیم‌های انتخاب شده
تیم‌های زیر به مسابقات صعود کردند.
| تیم    | طریقه صعود | تاریخ صعود   | تعداد حضور | تعداد حضور به‌طور زنجیره ای | بهترین نتیجه پیشین | رده فیفا |
| ------ | ---------- | ------------ | ---------- | -------------------------- | ------------------ | -------- |
| فرانسه | میزبان     | ۱۹ مارس ۲۰۱۵ | ۴ مرتبه    | ۳                          | مقام چهارم (۲۰۱۱)  | ۳        |

| گلدان ۱                                                                                              | گلدان ۲                                                                | گلدان ۳                                                                                | گلدان ۴                                                                                    |
| --- | ---------------------------------------------------------------------- | -------------------------------------------------------------------------------------- | ------------------------------------------------------------------------------------------ |
| فرانسه (۳) (میزبان) · ایالات متحده آمریکا (۱) · آلمان (۲) · انگلستان (۴) · کانادا (۵) · استرالیا (۶) | هلند (۷) · ژاپن (۸) · سوئد (۹) · برزیل (۱۰) · اسپانیا (۱۲) · نروژ (۱۳) | کرهٔ جنوبی (۱۴) · چین (۱۵) · ایتالیا (۱۶) · نیوزیلند (۱۹) · اسکاتلند (۲۰) · تایلند (۲۹) | آرژانتین (۳۶) · شیلی (۳۸) · نیجریه (۳۹) · کامرون (۴۶) · آفریقای جنوبی (۴۸) · جامائیکا (۵۳) |

## شهرها و ورزشگاه‌های میزبان
دوازده شهر کاندید میزبانی بودند که ۹ ورزشگاه نهایی در تاریخ ۱۴ ژوئن ۲۰۱۷ انتخاب شدند که بدین شرح اند: ورزشگاه استاد دو لا بوژوار در شهر نانت ، ورزشگاه مارسل پیکو در شهر نانسی و ورزشگاه دو لبه دشان در اوسر.
بازیهای نیمه نهایی و بازی فینال در ورزشگاه پارک المپیک لیون و در حومهٔ لیون و در شهر دسین شارپیو برگزار شد که این ورزشگاه دارای گنجایش ۵۸٬۰۰۰ نفر است. اما بازی افتتاحیه در شهر پاریس و در ورزشگاه پارک ده پرنس برگزار شد.
| لیون                                     | پاریس                                          | نیس                                            | مون‌پلیه                                        |                                                |
| ---------------------------------------- | ---------------------------------------------- | ---------------------------------------------- | ---------------------------------------------- | ---------------------------------------------- |
| ورزشگاه پارک المپیک لیون (Stade de Lyon) | ورزشگاه پارک ده پرنس                           | ورزشگاه آلیانز ریویرا (Stade de Nice)          | ورزشگاه استاد دو لا موسون                      |                                                |
| گنجایش: ۵۹٬۱۸۶                           | گنجایش: ۴۸٬۵۸۳                                 | گنجایش: ۳۵٬۶۲۴                                 | گنجایش: ۳۲٬۹۰۰                                 |                                                |
|                                          |                                                |                                                |                                                |                                                |
| رن                                       | لیونگرونوبللو آورمون‌پلیهنیسپاریسرنسرنوالنسین · | لیونگرونوبللو آورمون‌پلیهنیسپاریسرنسرنوالنسین · | لیونگرونوبللو آورمون‌پلیهنیسپاریسرنسرنوالنسین · | لیونگرونوبللو آورمون‌پلیهنیسپاریسرنسرنوالنسین · |
| ورزشگاه روازون پارک                      | لیونگرونوبللو آورمون‌پلیهنیسپاریسرنسرنوالنسین · | لیونگرونوبللو آورمون‌پلیهنیسپاریسرنسرنوالنسین · | لیونگرونوبللو آورمون‌پلیهنیسپاریسرنسرنوالنسین · | لیونگرونوبللو آورمون‌پلیهنیسپاریسرنسرنوالنسین · |
| گنجایش: ۲۹٬۱۶۴                           | لیونگرونوبللو آورمون‌پلیهنیسپاریسرنسرنوالنسین · | لیونگرونوبللو آورمون‌پلیهنیسپاریسرنسرنوالنسین · | لیونگرونوبللو آورمون‌پلیهنیسپاریسرنسرنوالنسین · | لیونگرونوبللو آورمون‌پلیهنیسپاریسرنسرنوالنسین · |
|                                          | لیونگرونوبللو آورمون‌پلیهنیسپاریسرنسرنوالنسین · | لیونگرونوبللو آورمون‌پلیهنیسپاریسرنسرنوالنسین · | لیونگرونوبللو آورمون‌پلیهنیسپاریسرنسرنوالنسین · | لیونگرونوبللو آورمون‌پلیهنیسپاریسرنسرنوالنسین · |
| لو آور                                   | والنسین                                        | رنس                                            | گرونوبل                                        |                                                |
| ورزشگاه استاد اوسین                      | ورزشگاه استاد دو انو                           | ورزشگاه آگوست دلون                             | ورزشگاه استاد دز آلپ                           |                                                |
| گنجایش: ۲۵٬۱۷۸                           | گنجایش: ۲۵٬۱۷۲                                 | گنجایش: ۲۱٬۱۲۷                                 | گنجایش: ۲۰٬۰۶۸                                 |                                                |
|                                          |                                                |                                                |                                                |                                                |

## حق پخش تلویزیونی
- افغانستان – ATN
- ترکیه – TRT SPOR
- کانادا – CTV، TSN, RDS[۱۵][۱۶]
- ایالات متحده آمریکا – فاکس، تلموندو[۱۷]
- فرانسه – گروه تی‌اف۱.[۱۸]